# دالکی
شهر دالکی در بخش مرکزی شهرستان دشتستان در استان بوشهر قرار دارد.

تصویری از چاه نفت احداث شده توسط آلبرت هوتسن (بر طبق امتیاز هوتز) در دالکی، دهه ۱۸۸۰ میلادی

این شهر به‌دلیل قرار گرفتن در کنار مسیر ارتباطی بنادر استان بوشهر با نواحی داخلی ایران از قدیم دارای اهمیت فوق العاده بالا و رونقی فراوان بوده‌است. وجود چشمه آب شیرین در شمال دالکی و عبور رودخانهٔ دالکی از کنار این شهر از دیرباز سبب سکونت در این ناحیه شده‌است. آثار یافت شده در نخلستان‌های دالکی و نقاطی همچون قلعهٔ دختر دلیلی بر این مدعاست. از چهره‌های سرشناس این شهر می‌توان به محمد بحرانی (خاور دشتستانی)، رضا معتمد (شاعر، روزنامه‌نگار و فعال سیاسی)، رامین بحرانی (فیلمساز)، مهندس احمد دالکی (پدر علم نجوم آماتور ایران) و احمد شیخی (استاد دانشگاه، پژوهشگر و عضو فرهنگستان علوم) و… اشاره کرد.

## مردم
زبان مردم دالکی  گویش  دشتستانی است.

## آثار تاریخی و جاذبه‌های گردشگری
- کاروانسرای دالکی: در ۱۸ کیلومتری شمال شهر برازجان در کنار راه قدیمی شیراز به بوشهر و در وسط شهر دالکی قرار دارد که از اواخر دوره قاجار به‌جای مانده‌است. این کاروانسرا به‌دستور مشیرالدوله والی وقت فارس بنا شد. عمده مصالح تشکیل دهنده آن قلوه‌سنگ‌های رودخانه و ملات گچ است. در چهارگوشه بیرونی کاروانسرا برج‌هایی قرار گرفته که دارای تزئینات گچ‌بری هستند و روزنه‌هایی در این برج‌ها ساخته شده‌است. این اثر تاریخی یک طبقه بوده و در چندین مرحله مورد مرمت قرار گرفته‌است و به شماره ۲۰۸۳ در شماره آثار ملی کشور به‌ثبت رسیده‌است.
- پل مشیر: دارای ۱۳۰ متر طول می‌باشد. ارتفاع بلندترین دهانه آن ۱۱٫۴۰ متر و عرض آن ۱۰٫۵۰ متر است. این پل دارای شش دهانه است. این پل در زمان ناصرالدین شاه قاجار به‌دستور میرزا ابوالحسن خان مشیرالملک و با معماری محمدرحیم شیرازی به‌صورت کامل مورد مرمت و بازسازی قرار گرفت و تا اواخر دوران پهلوی اول استفاده می‌شد. این اثر تاریخی در فهرست آثار تاریخی ایران به شماره ۲۵۴۶ مورخ ۷۸/۸/۱۰ به‌ثبت رسیده‌است.
- چشمه آبگرم دالکی: این چشمه در ۱۸ کیلومتری برازجان قرار دارد. اهمیت آن علاوه‌بر آبیاری نخلستان‌های اطراف به‌دلیل خواص درمانی آن است. در اطراف این چشمه چاه‌های نفتی قرار دارد که اولین تلاش‌ها برای کشف نفت در این منطقه بوده‌است.
- از دیگر مکان‌های دیدنی شهر دالکی می‌توان به حمام قدیم، بقعه شاهزاده احمد، نخلستان‌ها و رود دالکی اشاره کرد.